# Andancette
Andancette és un municipi francès situat al departament de la Droma i a la regió d'Alvèrnia-Roine-Alps. L'any 2007 tenia 1.242 habitants.

## Demografia

### Població
El 2007 la població de fet d'Andancette era de 1.242 persones. Hi havia 493 famílies de les quals 134 eren unipersonals (65 homes vivint sols i 69 dones vivint soles), 143 parelles sense fills, 167 parelles amb fills i 49 famílies monoparentals amb fills.
La població ha evolucionat segons el següent gràfic:
Habitants censats

### Habitatges
El 2007 hi havia 568 habitatges, 510 eren l'habitatge principal de la família, 22 eren segones residències i 36 estaven desocupats. 423 eren cases i 140 eren apartaments. Dels 510 habitatges principals, 319 estaven ocupats pels seus propietaris, 183 estaven llogats i ocupats pels llogaters i 8 estaven cedits a títol gratuït; 5 tenien una cambra, 30 en tenien dues, 89 en tenien tres, 179 en tenien quatre i 208 en tenien cinc o més. 353 habitatges disposaven pel capbaix d'una plaça de pàrquing. A 225 habitatges hi havia un automòbil i a 228 n'hi havia dos o més.

### Piràmide de població
La piràmide de població per edats i sexe el 2009 era:
| Homes | Edats   | Dones |
| ----- | ------- | ----- |
| 0     | 95 o +  | 1     |
| 1     | 90 a 94 | 6     |
| 6     | 85 a 89 | 8     |
| 5     | 80 a 84 | 4     |
| 20    | 75 a 79 | 24    |
| 14    | 70 a 74 | 17    |
| 33    | 65 a 69 | 31    |
| 41    | 60 a 64 | 29    |
| 26    | 55 a 59 | 35    |
| 34    | 50 a 54 | 35    |
| 28    | 45 a 49 | 38    |
| 57    | 40 a 44 | 32    |
| 40    | 35 a 39 | 49    |
| 39    | 30 a 34 | 46    |
| 62    | 25 a 29 | 33    |
| 28    | 20 a 24 | 35    |
| 28    | 15 a 19 | 35    |
| 47    | 10 a 14 | 43    |
| 38    | 5 a 9   | 47    |
| 27    | 0 a 4   | 17    |

## Economia
El 2007 la població en edat de treballar era de 791 persones, 566 eren actives i 225 eren inactives. De les 566 persones actives 505 estaven ocupades (280 homes i 225 dones) i 61 estaven aturades (19 homes i 42 dones). De les 225 persones inactives 73 estaven jubilades, 63 estaven estudiant i 89 estaven classificades com a «altres inactius».

### Ingressos
El 2009 a Andancette hi havia 510 unitats fiscals que integraven 1.253,5 persones, la mediana anual d'ingressos fiscals per persona era de 17.288 €.

### Activitats econòmiques
Dels 72 establiments que hi havia el 2007, 5 eren d'empreses extractives, 2 d'empreses alimentàries, 2 d'empreses de fabricació de material elèctric, 1 d'una empresa de fabricació d'elements pel transport, 11 d'empreses de fabricació d'altres productes industrials, 14 d'empreses de construcció, 14 d'empreses de comerç i reparació d'automòbils, 5 d'empreses de transport, 6 d'empreses d'hostatgeria i restauració, 2 d'empreses d'informació i comunicació, 1 d'una empresa immobiliària, 4 d'empreses de serveis, 1 d'una entitat de l'administració pública i 4 d'empreses classificades com a «altres activitats de serveis».
Dels 21 establiments de servei als particulars que hi havia el 2009, 1 era una oficina de correu, 3 tallers de reparació d'automòbils i de material agrícola, 4 paletes, 2 guixaires pintors, 2 fusteries, 1 lampisteria, 1 electricista, 3 perruqueries, 3 restaurants i 1 saló de bellesa.
Dels 5 establiments comercials que hi havia el 2009, 2 eren fleques, 1 una carnisseria, 1 una botiga de roba i 1 una joieria.
L'any 2000 a Andancette hi havia 13 explotacions agrícoles.

## Equipaments sanitaris i escolars
L'únic equipament sanitari que hi havia el 2009 era una farmàcia.
El 2009 hi havia 2 escoles elementals.

## Poblacions més properes
El següent diagrama mostra les poblacions més properes.